# Görlitz
Görlitz (en polaco Zgorzelec) es la ciudad más oriental de Alemania, situada en el estado federado de Sajonia. La ciudad se encuentra en la Alta Lusacia y es la sexta ciudad por tamaño del estado de Sajonia, después de Leipzig, Dresde, Chemnitz, Zwickau y Plauen. Al redefinirse las fronteras, una vez finalizada la Segunda Guerra Mundial, que quedó marcada en el río Neisse, el lado oriental de la ciudad, de tamaño mucho menor, quedó dentro de Polonia, recibiendo el nombre de Zgorzelec.

## Historia
Tras el Congreso de Viena (1815) pasó a formar parte de Prusia, adscrita a la Baja Silesia. En la actualidad es, junto con las ciudades de Hoyerswerda y Bautzen, el principal centro de la región denominada Oberlausitz-Niederschlesien (Alta Lusacia-Baja Silesia), una de las cinco regiones que forman el estado de Sajonia. La denominada «perla de la Baja Silesia» se libró de la destrucción durante la Segunda Guerra Mundial, por lo que a juicio de los amantes de las artes y la historia constituye una de las ciudades más bonitas de Alemania, y cuenta con unos 4000 edificios cuidadosamente restaurados declarados monumentos. Görlitz es miembro de la eurorregion Neisse.

## Geografía
Görlitz se encuentra en la región de Oberlausitz (Alta Lusacia), en la orilla occidental del río Neiße. La antigua parte de la ciudad situada en la orilla derecha pertenece a Polonia, con el nombre de Zgorzelec, desde que - terminada la Segunda Guerra Mundial - se redefiniera la frontera entre la zona de ocupación soviética y Polonia. En la actualidad la colaboración entre ambas ciudades es muy estrecha, presentándose al resto de Europa como una sola ciudad. De hecho, presentaron, sin éxito, su candidatura conjuntamente como Capital Europea de la Cultura para el año 2010.
La elevación máxima del territorio perteneciente a la ciudad lo constituye la Landeskrone (420 metros) y la zona más baja se encuentra a orillas del río (185 metros).

## Galería

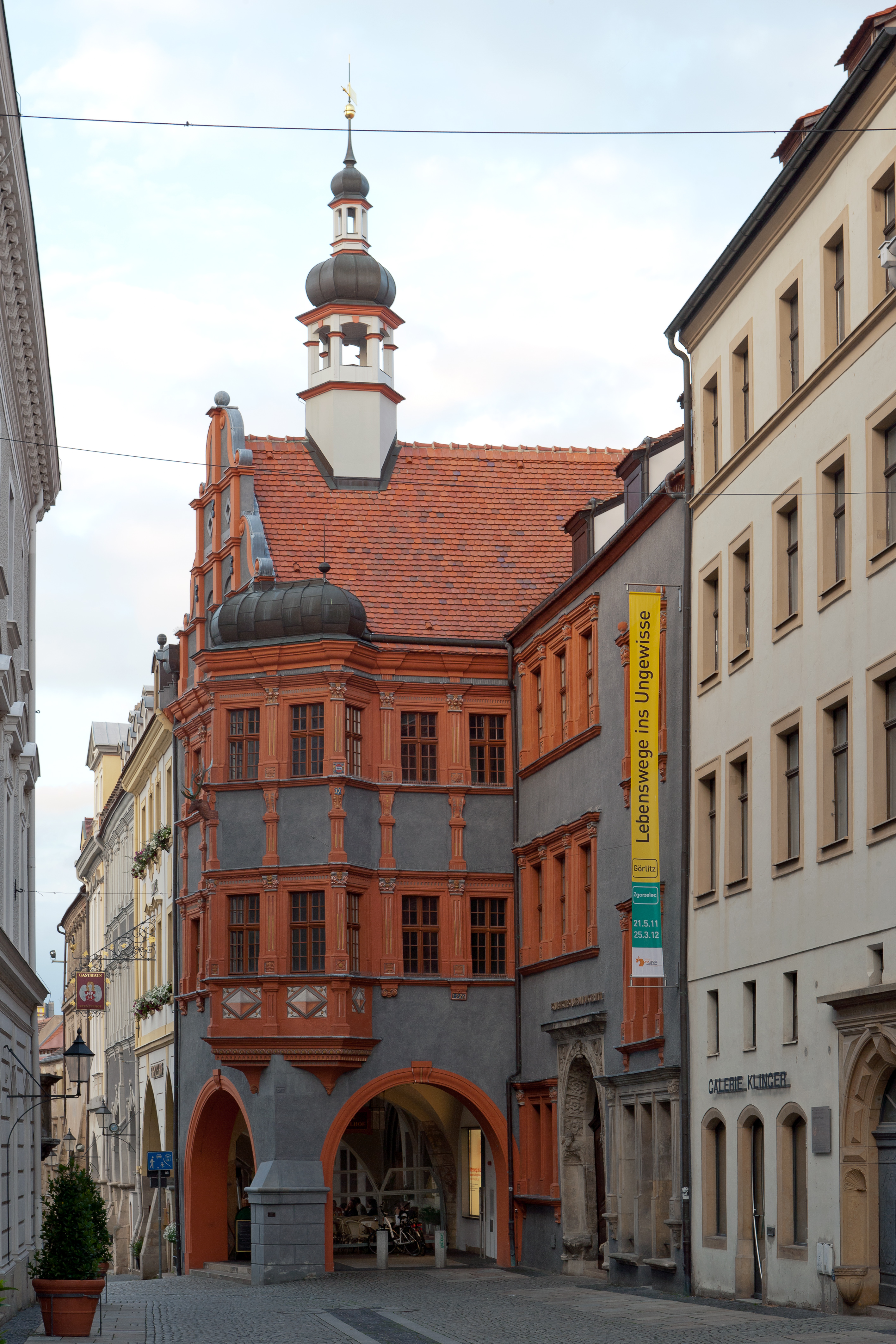
El Schönhof, el edificio renacentista más antiguo de Görlitz
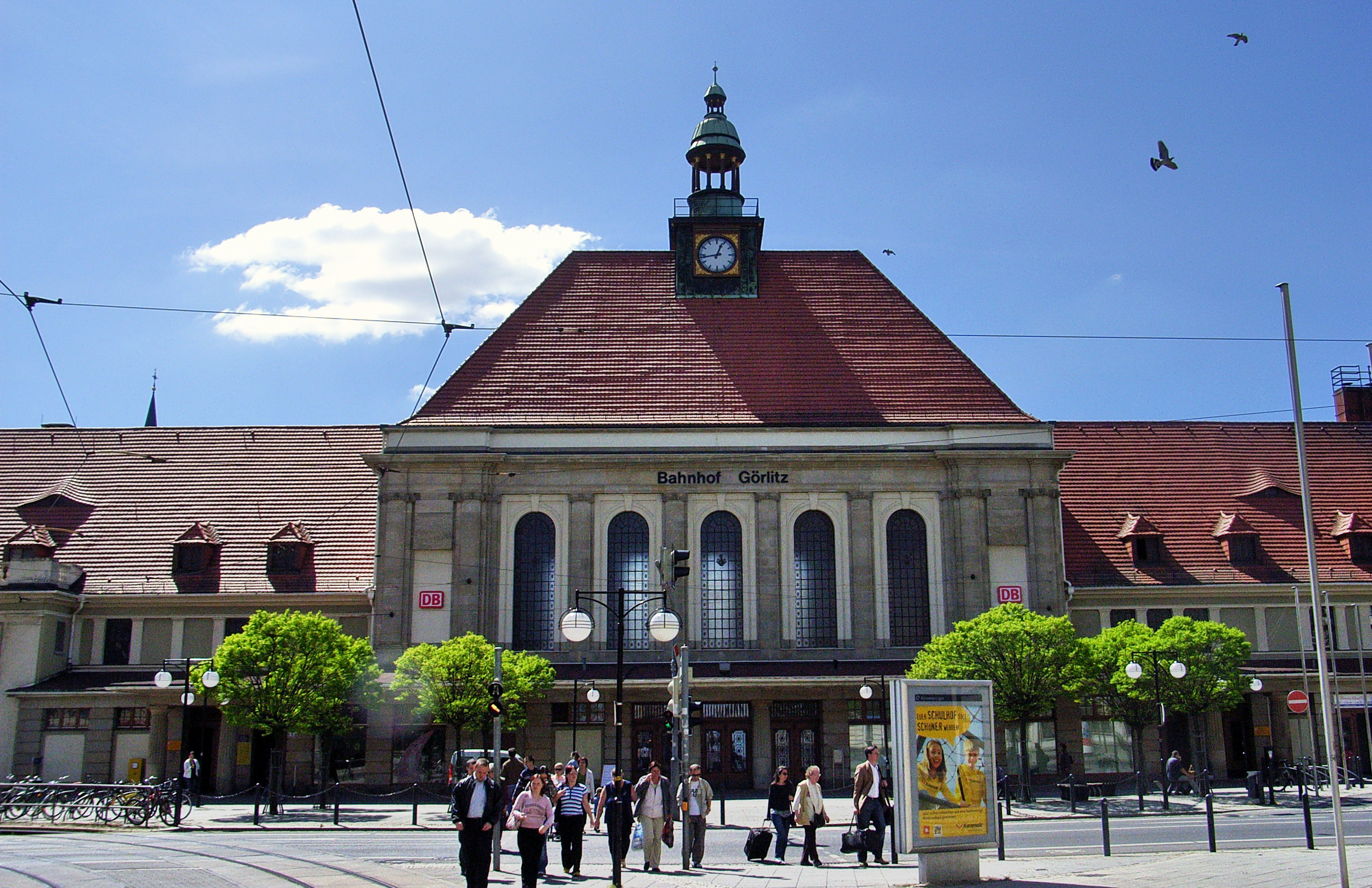
Estación de trenes
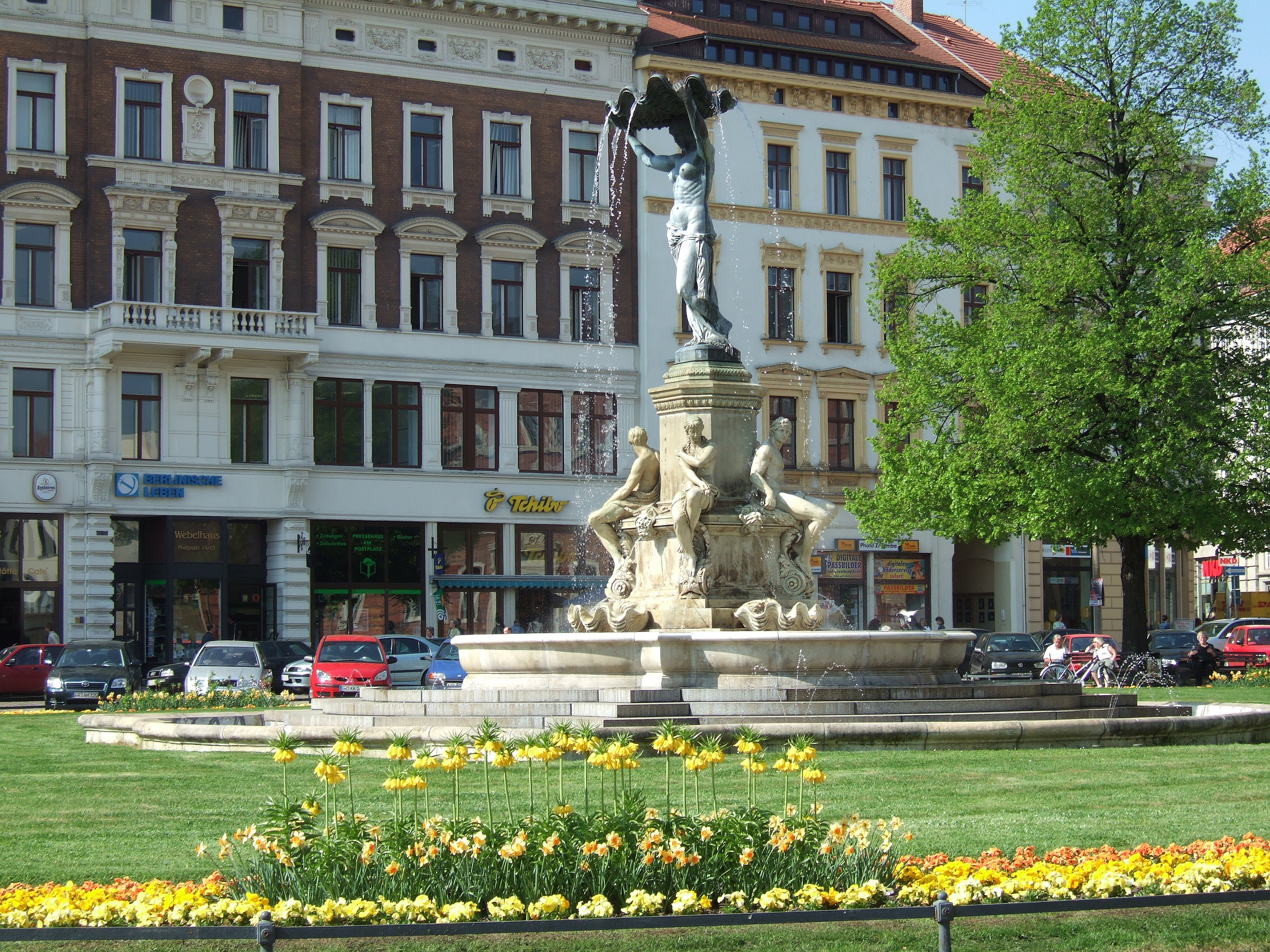
Fuente de Muschelminna
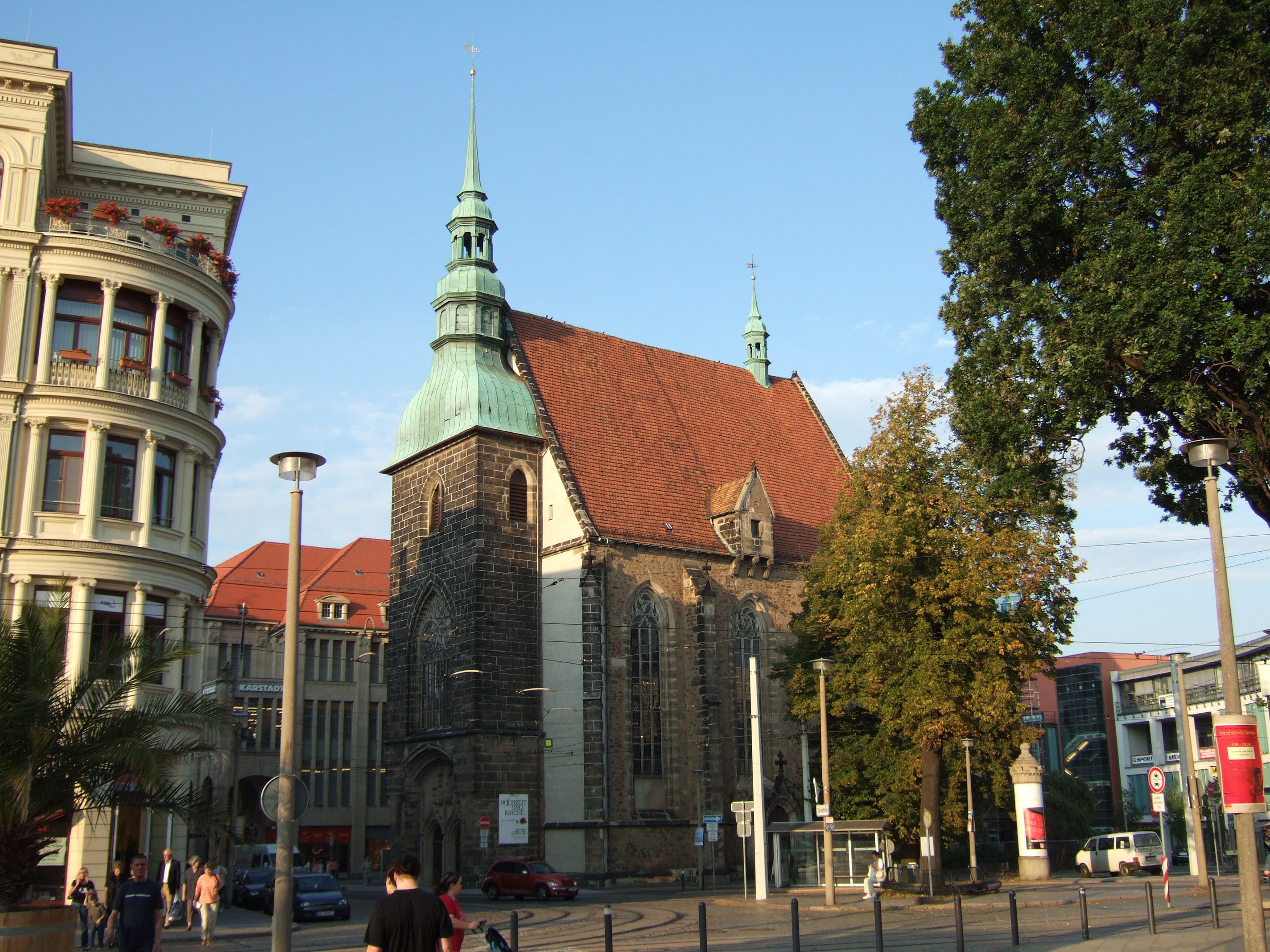
Frauenkirche
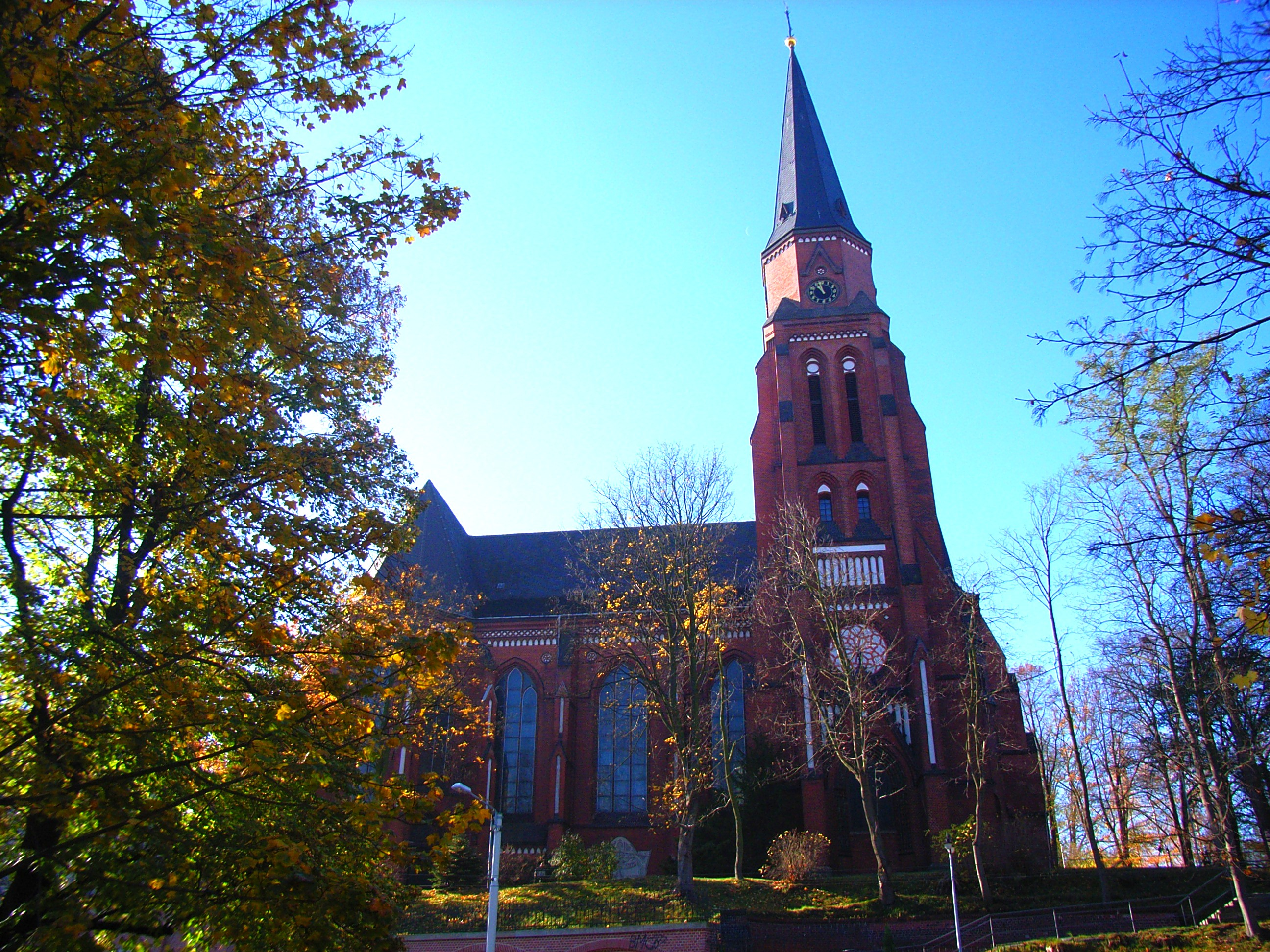
Jakobuskathedrale
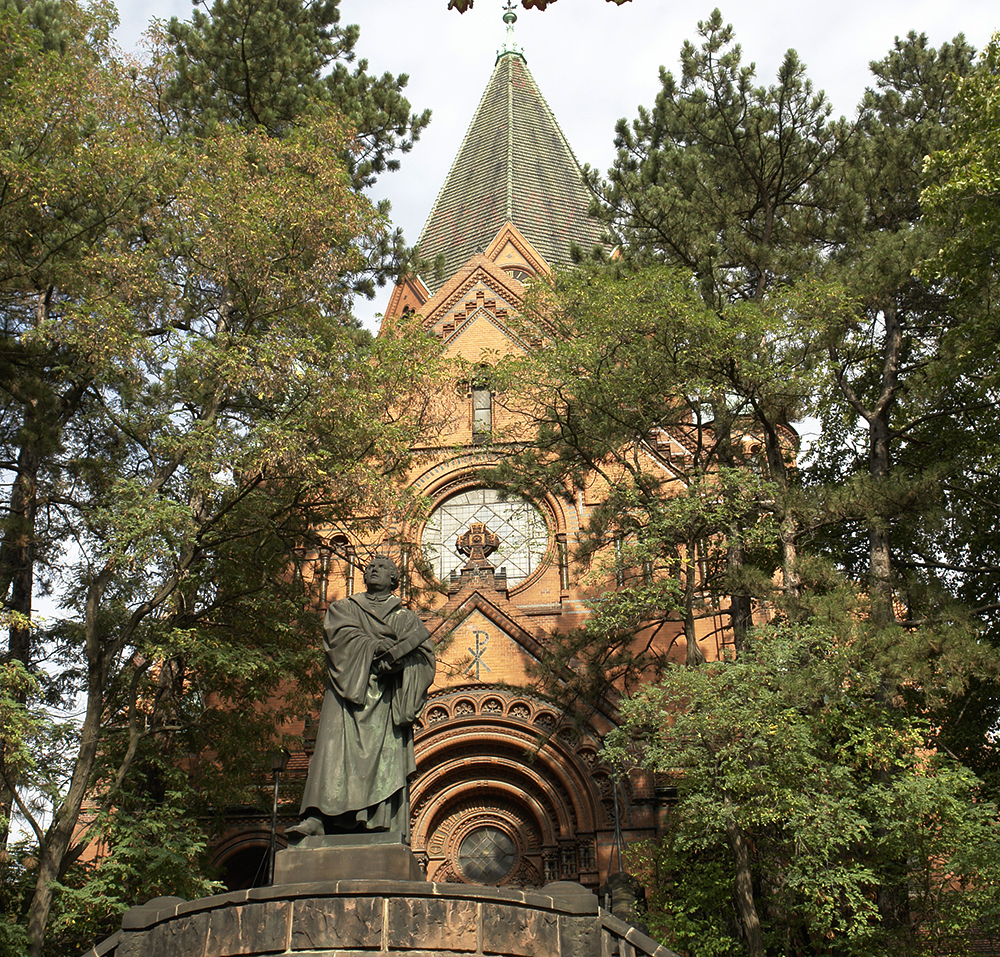
Lutherkirche
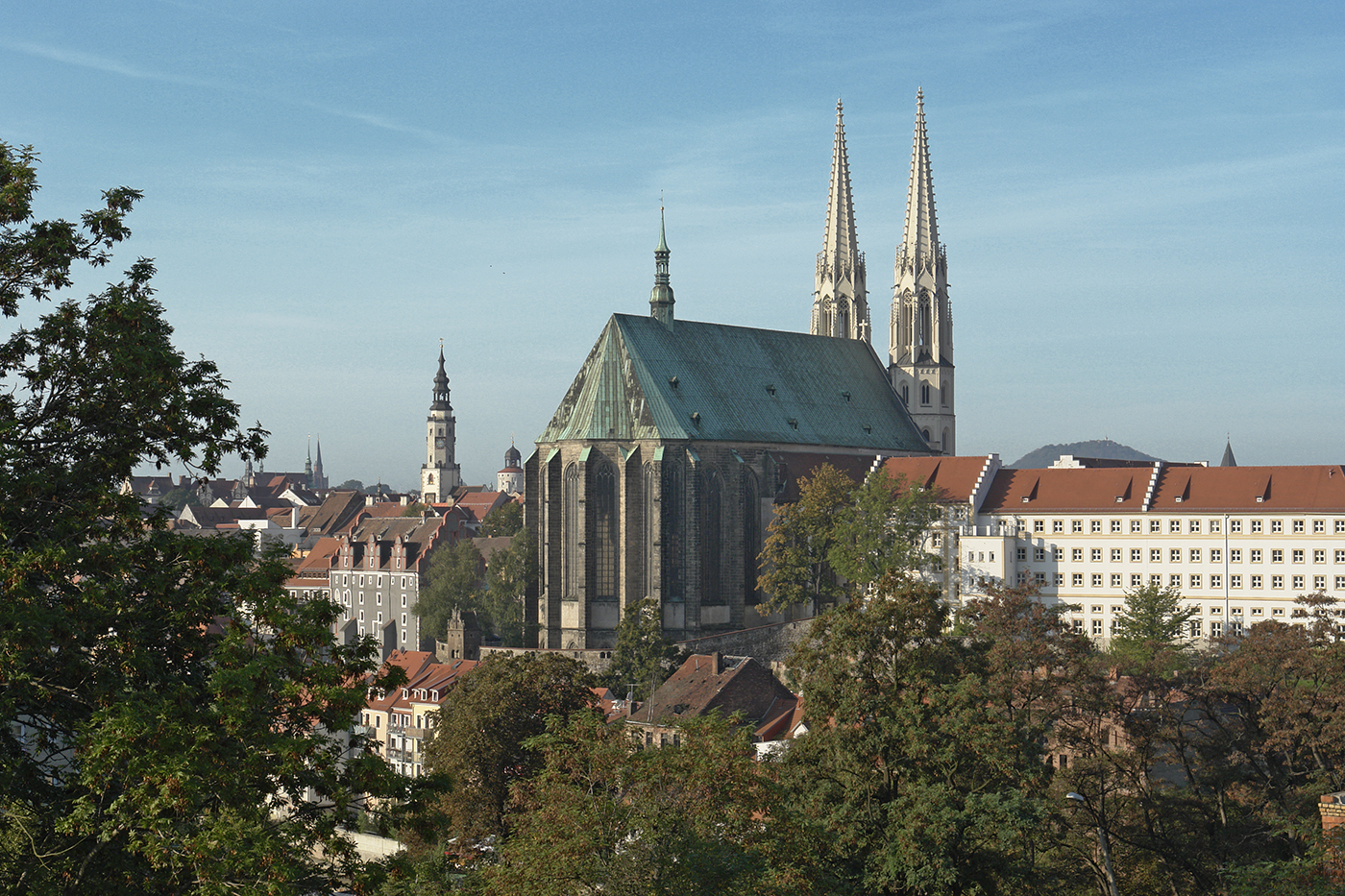
St. Peter und Paul
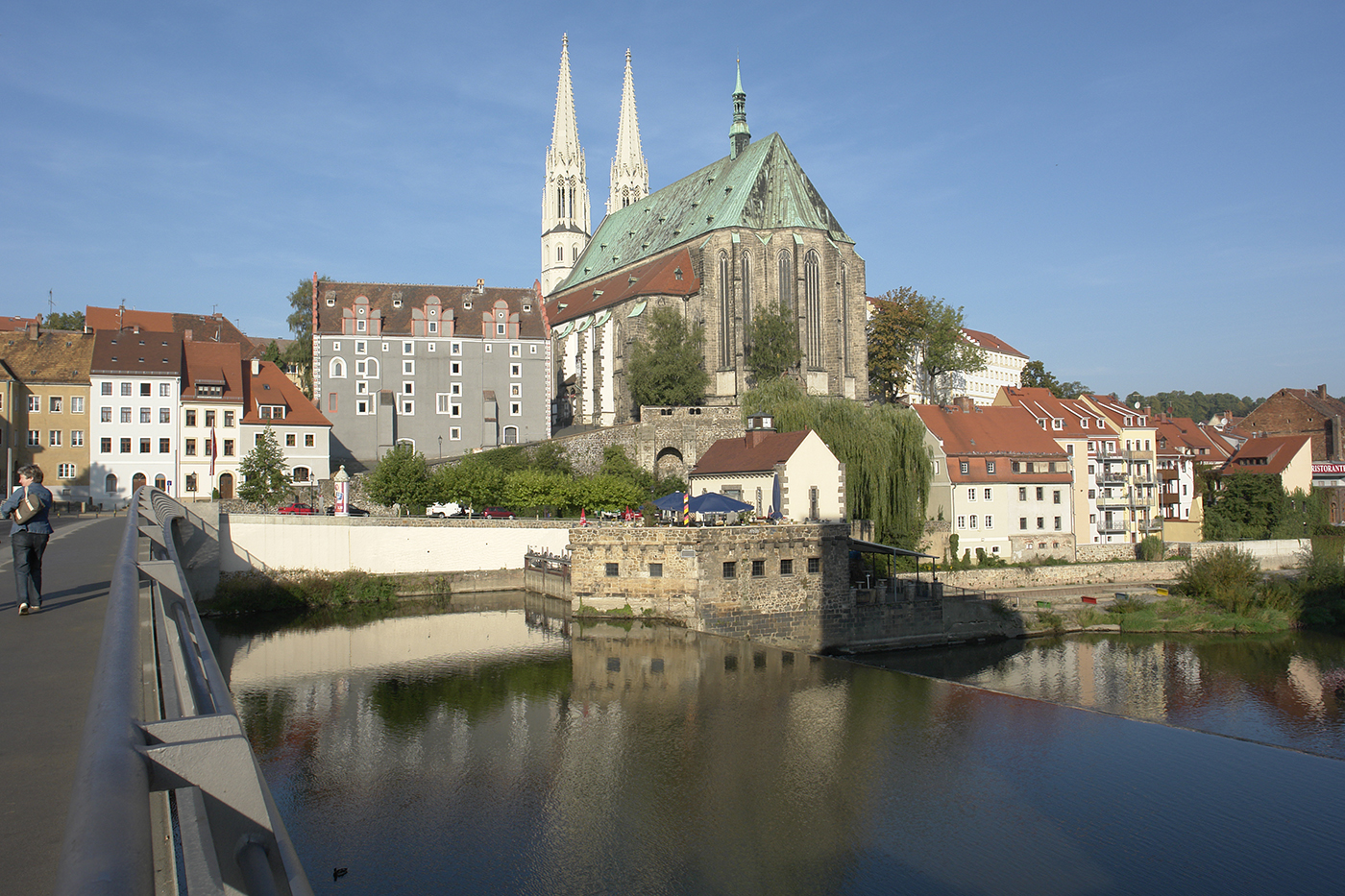
St. Peter und Paul
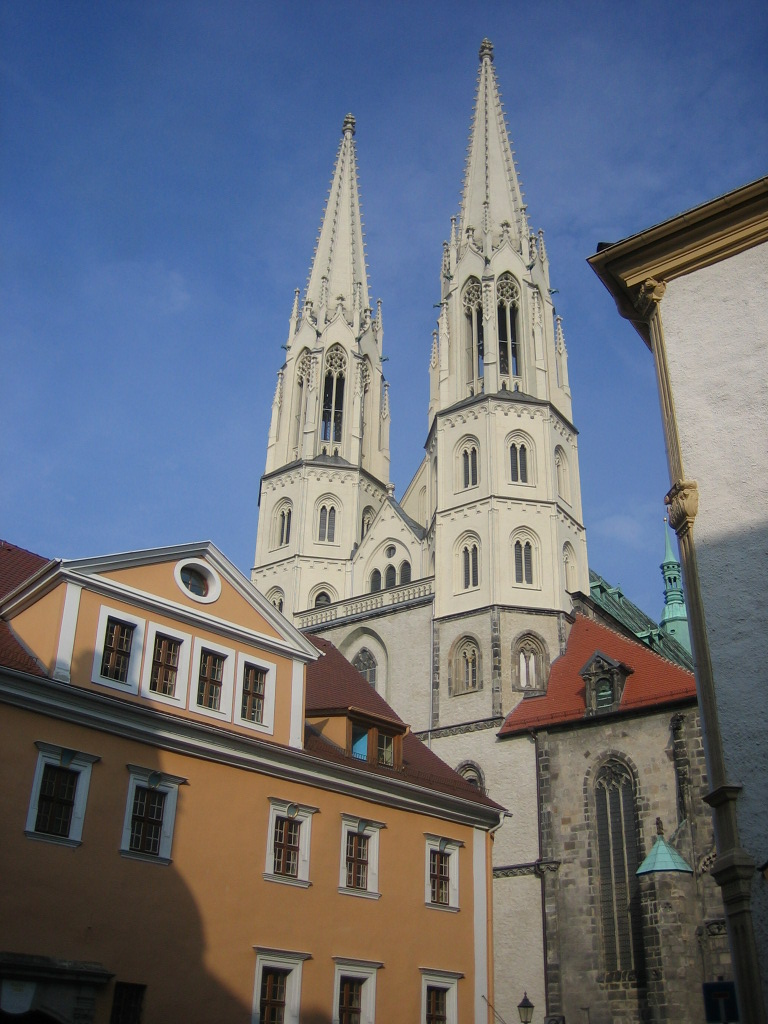
Vista de las torres de la iglesia de San Pedro y San Pablo
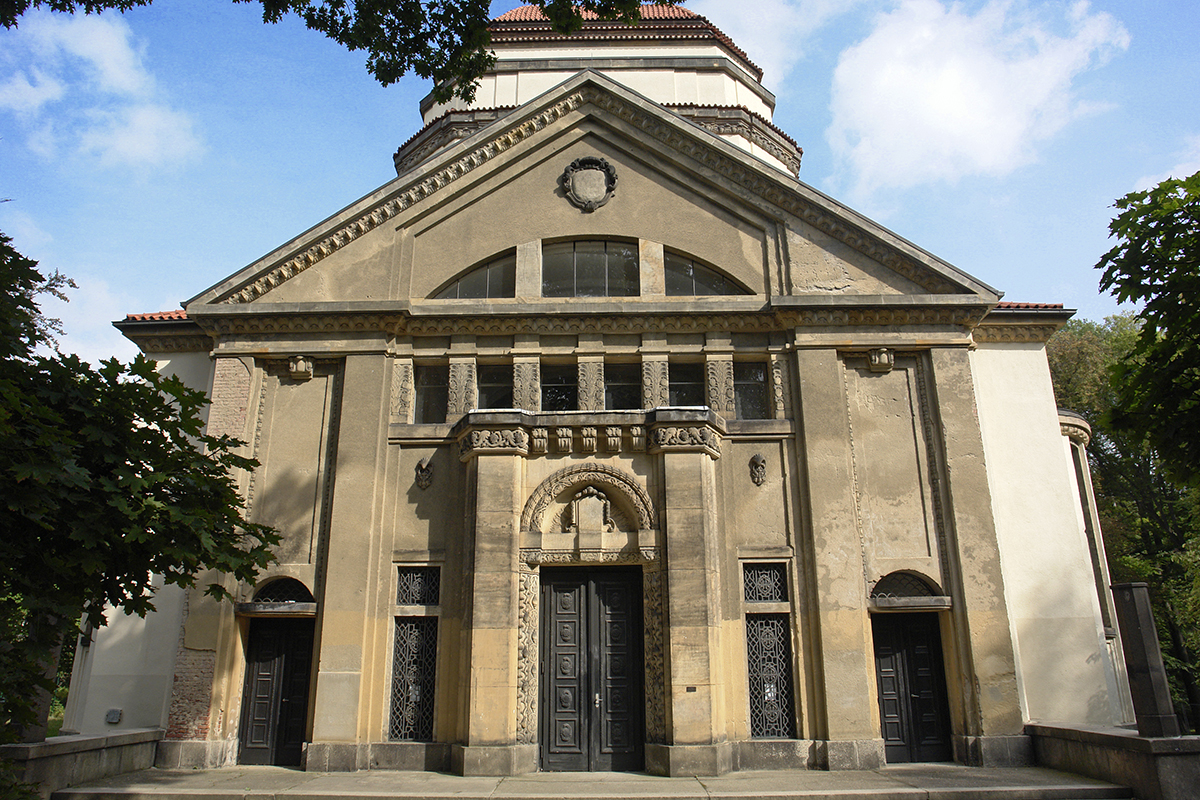
Sinagoga
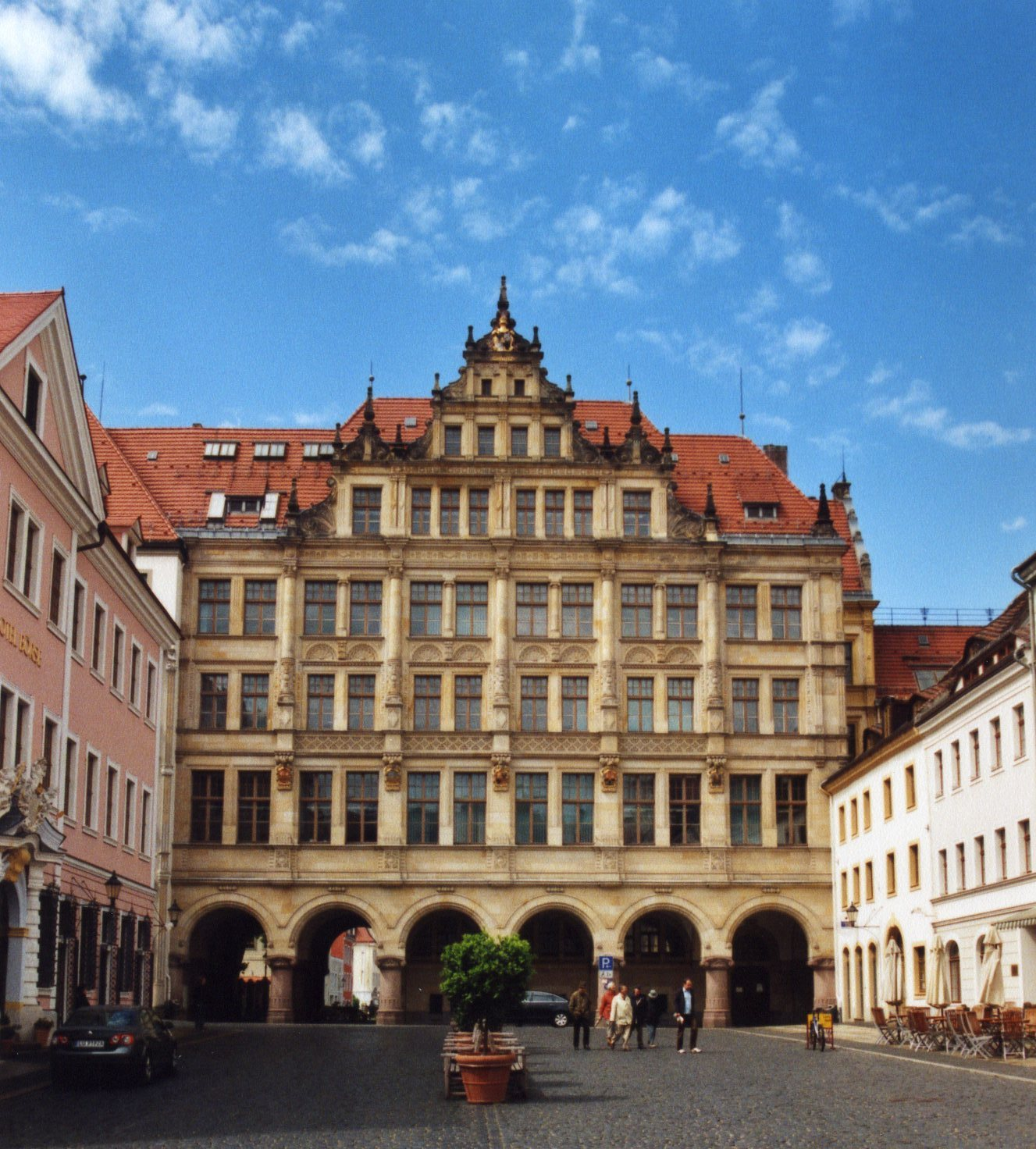
Nuevo ayuntamiento
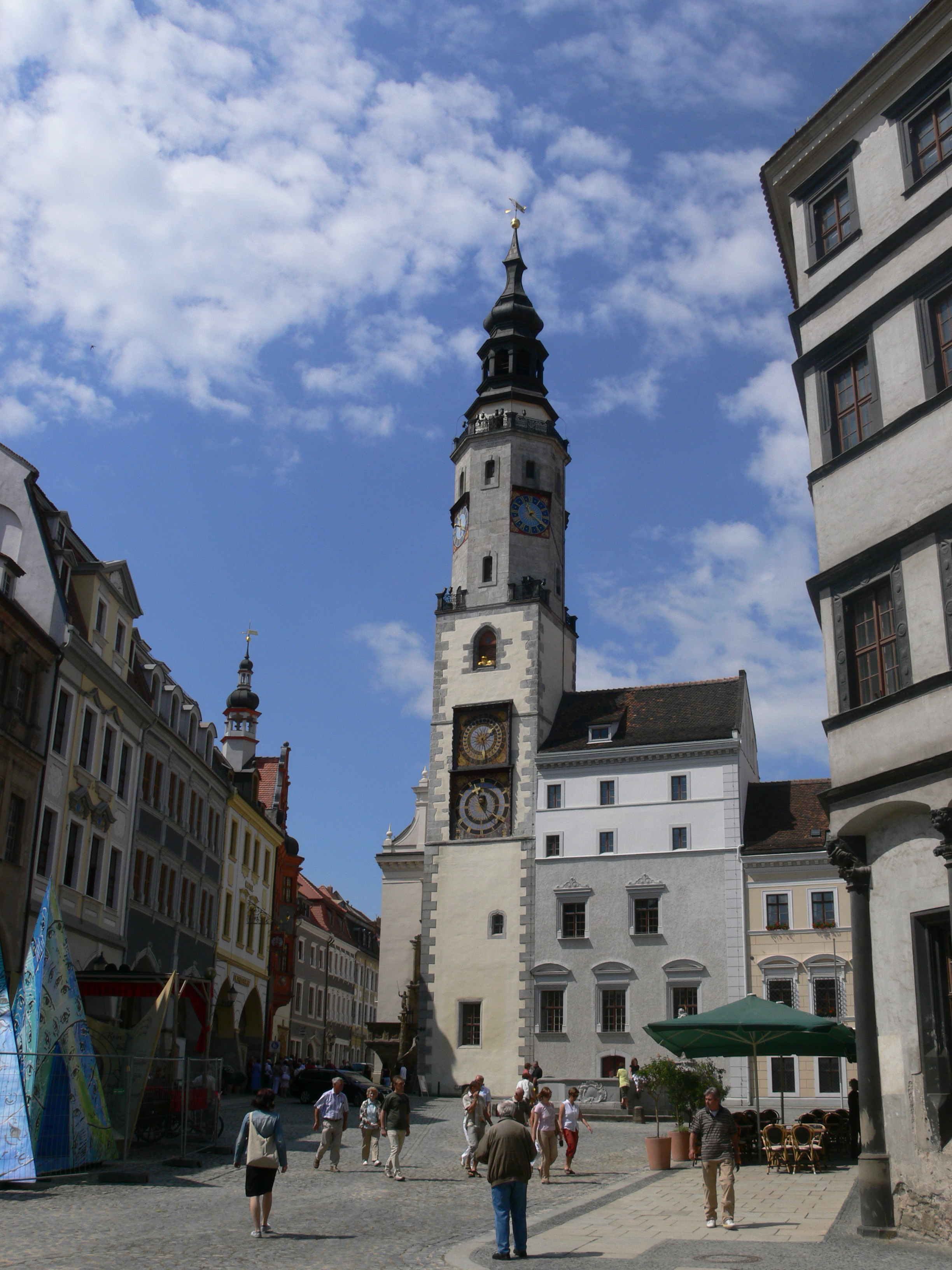
Antiguo ayuntamiento